# Lamprospilus genius
Espèce
Lamprospilus genius est une espèce d'insectes lépidoptères (papillons) appartenant à la famille des Lycaenidae, à la sous-famille des Theclinae et au genre Lamprospilus.

## Dénomination
Lamprospilus genius a été décrit par Carl Geyer en 1832.
Synonymes : Thecla teatea Hewitson, 1868; Thecla genius, Hewitson, 1877.

## Description
Lamprospilus genius est un petit papillon aux antennes et aux pattes annelées de blanc et de marron, avec deux fines queues, dont une très longue à chaque aile postérieure.
Le dessus marron.
Le revers est marron plus clair orné aux ailes antérieures d'une ligne postdiscale et d'une ligne submarginale blanches, aux ailes postérieures d'une ligne postdiscale blanche et de deux gros ocelles orange pupillés d'un chevron noir, situés un entre les deux queues et un à l'angle anal.

## Écologie et distribution
Lamprospilus genius est présent au Brésil, au Surinam et en Guyane,,.

### Protection
Pas de statut de protection particulier.